# 혈장 단백질

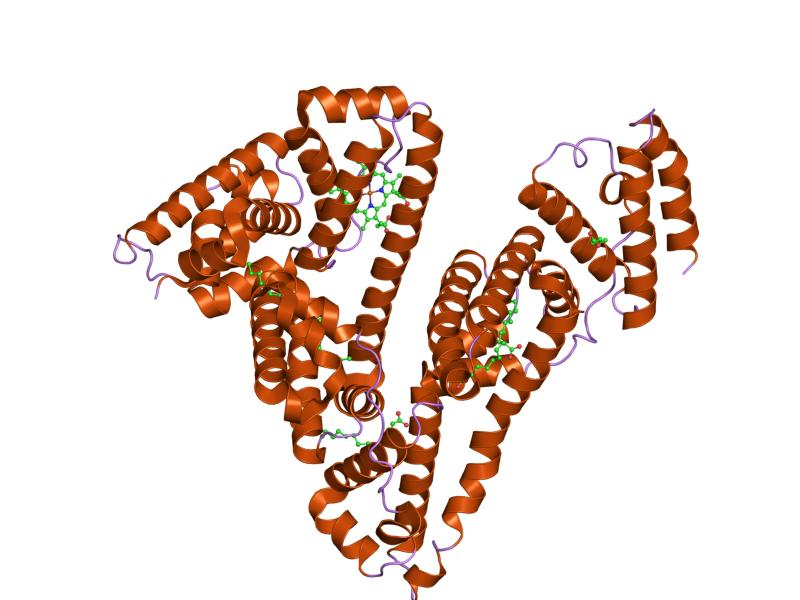
혈장 단백질의 일종인 사람의 혈청 알부민의 구조

혈장 단백질(血漿蛋白質, 영어: plasma protein)은 때때로 혈액 단백질(血液蛋白質, 영어: blood protein)이라고도 불리며, 혈장에 존재하는 단백질이다. 혈장 단백질은 지질, 호르몬, 비타민, 무기 염류를 운반하고, 면역계의 활성과 기능에 관여하는 등 다양한 기능을 수행한다. 다른 혈장 단백질은 효소, 보체 성분, 단백질가수분해효소 저해제 또는 키닌 전구체로 작용한다. 일반적인 믿음과는 달리 헤모글로빈은 혈장 단백질이 아니며, 혈장이 아닌 적혈구 안에 포함된 상태로 운반된다.
혈청 알부민은 혈장 단백질의 55%를 차지하고, 혈장의 교질 삼투압을 유지하는 데 크게 기여하며, 지질과 스테로이드 호르몬의 운반을 돕는 운반체 역할을 한다. 글로불린은 혈장 단백질의 38%를 구성하며 이온, 호르몬, 지질을 운반하며, 면역 기능을 지원한다. 피브리노겐은 혈장 단백질의 7%를 차지하며, 피브리노겐을 불용성인 피브린으로 전환하는 것은 혈액 응고에 필수적이다. 나머지 혈장 단백질(1%)은 효소, 효소전구체, 호르몬과 같은 조절 단백질이다. 감마 글로불린을 제외한 모든 혈장 단백질은 간에서 합성된다.

## 혈장 단백질의 종류
| 혈장 단백질 | 정상 수준     | %   | 기능                                                |
| ----------- | ------------- | --- | --------------------------------------------------- |
| 알부민      | 3.5~5.0 g/dl  | 55% | 삼투압을 생성하고 유지하며, 불용성 분자를 운반한다. |
| 글로불린    | 2.0~2.5 g/dl  | 38% | 면역계에 관여한다.                                  |
| 피브리노겐  | 0.2~0.45 g/dl | 7%  | 혈액 응고                                           |
| 조절 단백질 |               | <1% | 유전자 발현의 조절                                  |
| 응고인자    |               | <1% | 피브리노겐을 피브린으로 전환                        |

특정 혈장 단백질의 예는 다음과 같다.
- 프리알부민 (트랜스티레틴)
- 알파-1 항트립신 (소화계로부터 누출된 트립신을 중화시킨다.)
- 알파-1 산성 당단백질
- 알파-태아단백질
- 알파-2-마이크로글로불린
- 감마 글로불린
- 베타-2 마이크로글로불린
- 합토글로빈
- 사람 혈청 알부민
- 세룰로플라스민
- 보체성분 3 (C3)
- 보체성분 4 (C4)
- C-반응성 단백질 (CRP)
- 지질단백질 (킬로미크론, VLDL, LDL, HDL)
- 트랜스페린
- 프로트롬빈
- 만노스 결합 렉틴 (MBL) 또는 만노스 결합 단백질 (MBP)

## 임상적 중요성
전기영동을 이용해 혈장 단백질을 분리하는 것은 귀중한 진단 도구일 뿐만 아니라, 임상적 진행 상황을 모니터링하는 방법이기도 하다. 혈장 단백질에 대한 현재 연구는 바이오마커를 찾기 위해 혈청/혈장의 프로테오믹스 분석을 수행하는 데 중점을 두고 있다. 이러한 노력은 1970년대에 2차원 겔 전기영동으로 시작되었으며, 최근에는 LC-탠덤 MS 기반 프로테오믹스를 사용하여 이러한 연구가 수행되었다. 혈청 총 단백질의 정상적인 실험실 수치는 약 7 g/dL이다.
과학자들은 광친화성 표지법을 사용하여 혈장 단백질을 식별할 수 있다. 광친화성 표지법은 광반응성 리간드를 표지제로 사용하여 표적 단백질을 식별하는 방법이다.

## 같이 보기
- 혈장
- 단백질
- 알부민
- 글로불린
- 피브리노겐